# تشارلي فلين
تشارلي فلين (بالإنجليزية: Charlie Flynn) هو ملاكم محترف اسكتلندي يصنف ضمن فئة الوزن الخفيف بدأ مسيرته الاحترافية سنة 2014 حيث انتصر في نزاله الأول. حقق الميدالية الذهبية في دورة ألعاب الكومنولث 2014.

## إحصائيات
خاض خلال مسيرته 8 نزالا، فاز في 8 ولم يتعادل ولم يخسر. فاز بالضربة القاضية في نزال واحد.

## الميداليات
| الميدالية | المسابقة                  |
| --------- | ------------------------- |
| ذهبية     | دورة ألعاب الكومنولث 2014 |

## روابط خارجية
- تشارلي فلين على موقع بوكس ريك (الإنجليزية) (registration required)
- تشارلي فلين على موقع اتحاد ألعاب الكومنولث (مؤرشف) (الإنجليزية)